# Біла Сорока
Біла Сорока (біл. Белая Сарока) — село у Вербовицький сільраді Наровлянського району Гомельської області Білорусії.
У связку с радіаційним забрудненням після катастрофи на Чорнобильській АЕС мешканці (83 сімей) переселені у 1986 році до чистих сіл, переважно у село Бобівка Жлобинського району.

## Географія

### Розташування
На территорії Поліського державного радіаційно-екологічного заповідника.
За 43 км на південний схід від Наровлі, 68 км від залізничної станції Єльськ (на лінії Калінковичі - Овруч), 221 км від Гомеля.

### Гідрографія
На південній околиці меліоративний канал, яким іде державний кордон з Україною.

## Історія
Виявлене археологами поселення епохи мезоліту (за 1-1,5 км на північний захід від села) свідчить про заселення цих місць з давніх-давен. За письмовими джерелами відома з XV століття як село у Мозирському повіті Мінського воєводства Великого князівства Литовського. 1486 року великий князь Казимир дарував село ключнику київському Горностаю. У 1516 центр Білосорокської волості, у володінні А. Немировича. У 1648-51 роках біля села відбулися сутички хоругв ВКЛ та повстанських загонів. У XVIII столітті діяв монастир, підпорядкований Києво-Печорській лаврі (знищений внаслідок пожежі). В 1750 побудовано Свято-Миколаївську церкву, яка в 1876 перенесена на місце колишнього монастиря. Це місце почало називатися Ново-Сороки. У церкві було євангеліє 1733 видання повіту.
Після 2-го розділу Речі Посполитої (1793) у складі Російської імперії. У нащадків графа Григорія Орлова поміщик Горват придбав у 1-й половині XIX століття маєток Біла Сорока. 1834 року містечко, через яке проходив тракт із Михалків до Чорнобиля. У 1863 році відкрито школу, для якої в 1866 побудовано власну будівлю. У 1869 році на місці застарілого збудовано нову дерев'яну будівлю церкви, в якій була місцева шанована ікона Божої Матері. Поміщик Уваров володів тут і на околицях 24 293 десятинами землі, 2 водяними млинами, 5 корчмами. У 1885 році працювали винокурня та 2 смолокурні. Згідно з переписом 1897 року село, діяли церква, народне училище, хлібозапасний магазин, трактир у Дерновічській волості Речицького повіту Мінської губернії.
1930 року організовано колгосп «Переможець», діяла кузня. Під час Німецько-радянської війни німецькі окупанти обладнали у сільській церкві в'язницю. 21 мешканець загинув на фронті. 1986 року входила до складу радгоспу «Прип'ять» (центр — село Довляди).  Діяли початкова школа та магазин.

## Транспорт
Автодорога Довляди — Бабчин. Планування складається з трохи вигнутої, майже меридіональної вулиці, забудованої двосторонньо дерев'яними будинками садибного типу.